# ニノ・ジュゲリ
ニノ・ジュゲリ（Nino Žugelj、2000年5月23日 - ）は、スロベニア・スロヴェニ・グラデツ出身のサッカー選手。ユールゴーデンIF所属。ポジションはFW。

## クラブ経歴
2018-19シーズンにNKマリボルでトップチームデビューを果たすが、翌シーズンの後半戦と2020-21シーズンはレンタル移籍をして経験を積んだ。
2022年8月1日、移籍金100万ユーロでノルウェーのFKボデ/グリムトへ移籍した。
2025年2月5日、ユールゴーデンIFに4年契約で移籍した。

## 代表経歴
2017年から2022年までスロベニアの世代別代表でプレーした。A代表デビューは2024年6月8日に行われたブルガリア代表との親善試合であり、後半開始からの途中交代で初キャップを記録した。
UEFA EURO 2024に選出

## タイトル

### クラブ
NKマリボル
- 1.SNL : 2回 (2018-19, 2021-22)

FKボデ/グリムト
- エリテセリエン : 2回 (2023, 2024)